# Sabrina Mayer
Sabrina Jasmin Mayer (* 1984) ist eine deutsche Politikwissenschaftlerin.

## Leben
Von 2004 bis 2011 absolvierte sie ein Magisterstudium an der JGU Mainz, Albert-Ludwigs-Universität Freiburg, University of Glasgow (Politikwissenschaft (Hauptfach), Informatik (Nebenfach) und Betriebswirtschaftslehre (Nebenfach). Sie erwarb 2011 den Magistra Artium (M.A.) an der Universität Mainz und 2016 den Dr. phil. in Mainz bei Kai Arzheimer und Thorsten Faas. Nach der Habilitation 2020 an der Universität Duisburg-Essen (Venia Legendi im Fach Politikwissenschaft) ist sie seit 2022 Professorin für Politikwissenschaft, insb. Politische Soziologie an der Otto-Friedrich-Universität Bamberg.